# Henayo
Henayo es un despoblado que actualmente forma parte del concejo de Alegría de Álava, que está situado en el municipio de Alegría de Álava, en la provincia de Álava, País Vasco (España).

## Historia
Anteriormente, este fue el emplazamiento del llamado Castro de Henaio, poblado fortificado de origen celtibérico que se estima estuvo habitado durante 800 años durante la Edad del Hierro. Las excavaciones arqueológicas se iniciaron en 1968 y sacaron a la luz muros defensivos y viviendas de planta circular.
Documentado desde 1257, el pueblo de Henayo se despobló en el siglo XIV al pasar sus moradores a poblar el municipio de Alegría de Álava.